# Brzeginia

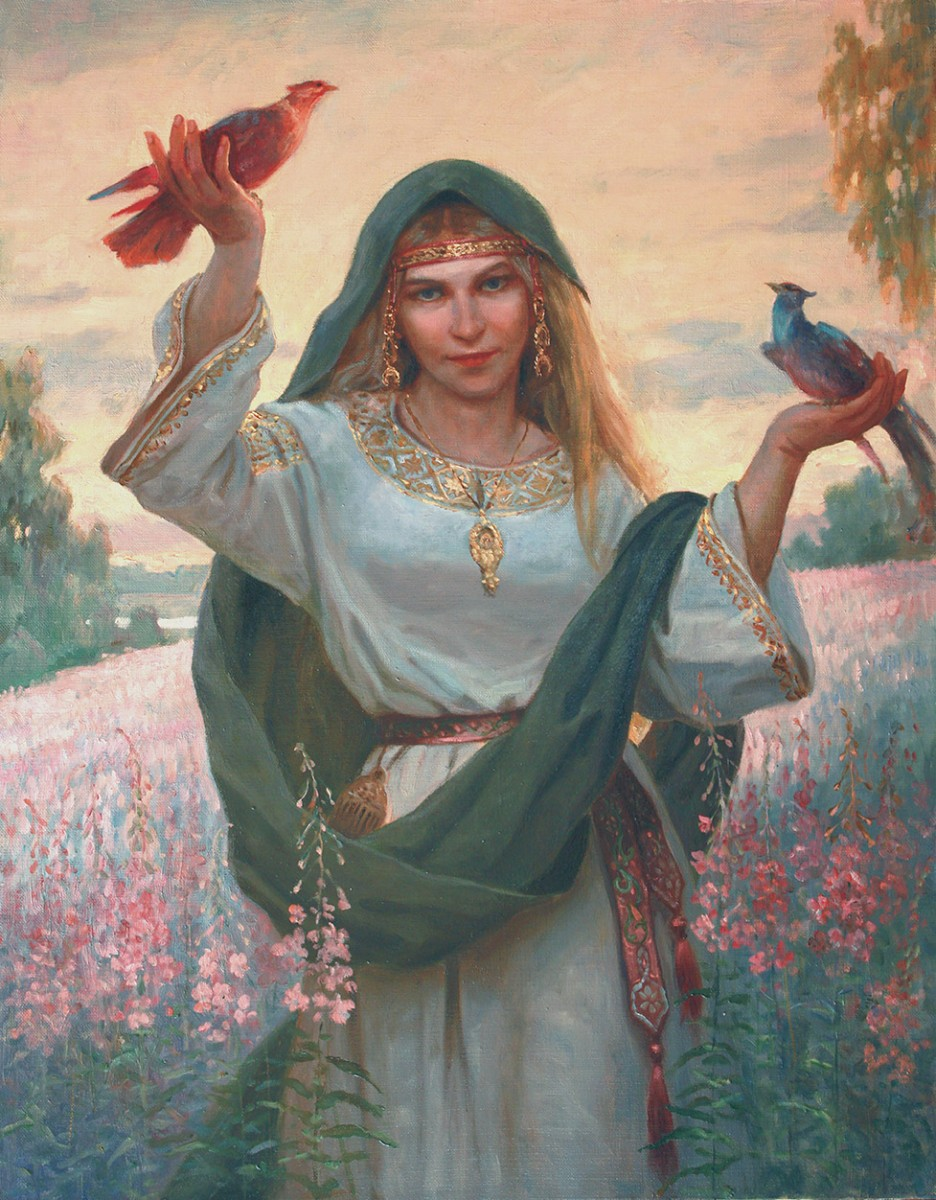
Brzeginia pędzla Andrieja Szyszkina, 2017

Brzeginia lub brzeginka – w mitologii słowiańskiej pierwotnie demon żeński zamieszkujący brzegi zbiorników wodnych i góry oraz strzegący ukrytych pod ziemią skarbów.
W późniejszym okresie brzeginie zostały utożsamione z rusałkami.